# Другарски капитализам
Другарски капитализам или кумовски капитализам или буразерска економија (енгл. Crony capitalism) је термин који означава облик капитализма у коме успех неке приватне компаније зависи од личних веза њених власника са људима на власти. Ово се огледа у томе што власник компаније помоћу личних веза са људима на власти добија одређене уступке, промену закона у његову корист, особађање од пореза, добијања субвенција и слично.